# Mona aranya de pèl llarg
La mona aranya de pèl llarg (Ateles belzebuth) és una espècie de primat endèmic del Brasil, on viu al nord i l'oest de l'estat de Pará, a l'oest dels rius Tocantins i Araguaia i a l'est del riu Tapajós.
S'alimenta de fruita (sense les llavors), brots, fulles, escorça d'arbres, flors i nèctar. El període de gestació dura 210-232 dies, al final dels quals neix una única cria. És totalment negre, tret d'un triangle blanc al front i ratlles blanques a banda i banda de la cara.
Viu a copes altes, on es mou amb habilitat utilitzant la seva cua prènsil com un cinquè membre.